# ぴゅう太
ぴゅう太（ぴゅうた）は、1982年9月に株式会社トミー（現・タカラトミー）より59,800円で発売された16ビットゲームパソコン。初代機は日本語BASIC（G-BASIC）を搭載しており、型番はTP1000。ぴゅう太という名称は子供用のこん「ぴゅーた」というところから名付けられている。

## 概要
初代機では、プログラミング言語に日本語記述のG-BASIC（Gはグラフィックの略）、グラフィックソフトにG-GRAPHICを標準搭載し、ユーザーがゲーム等を作る事ができる。パソコンとしては低価格、低機能で、「基本はゲーム機で、キーボードが付いていてパソコンとしても使用できる」というスタンスのマシン。RAMエリアはビデオRAM兼用で16KiBと少ないが、グラフィック関連のコマンドでは内蔵キャラクターや背景を流用する事で、コンピューターゲーム作成にはアドバンテージがある。当時、プラスチック製のキーボードは高価だったため、他の低価格帯機種と同様にチクレットキーボードを採用している。
広告では「パソコンて、過激なオモチャじゃ。」というキャッチフレーズが使われた。イメージキャラクタは、学生帽をかぶった恐竜ティラノサウルス。玩具メーカーであるトミーは玩具店への販売チャンネルを持つ事から、デパートなどの玩具売場店頭で実機展示されていた。
他の玩具メーカーからほぼ同時期に、同価格帯のゲームパソコンとして、バンダイからはRX-78が、タカラからはゲームパソコンM5が発売されていたが、RX-78はシャープのOEM、M5はソードのOEMだったのに対して、ぴゅう太はトミーの自社開発であった。
日本国外では、TUTORという名前で発売された。ハードウェアの仕様はテキサス・インスツルメンツ社のTI-99/4Aと酷似しており、内蔵BASICにおいて予約語に対応する1バイトトークンや、スクラッチパッドメモリの位置までもほとんど同じであることから、TI-99/4Aのクローン機とみなされることもある。
VDPがスプライト機能（ぴゅう太では「アニメ」という名称だった）を備えており、BASICからもサポートされていた事から、当時の本格的なパソコンのBASIC言語では作りづらかったアクションゲームを、比較的簡単に作成することが可能であった。
トミーは初年度の売り上げ目標を約9万台、50億円と掲げ、「お絵描きパソコン」として小中学生を対象に売り込み、1982年8月の販売開始から4ヶ月で4万台を出荷した。しかしその後は1983年7月に高性能で14,800円と安価なゲーム専用機のファミリーコンピュータが任天堂から発売され、トミーも同月にぴゅう太互換のゲーム専用機ぴゅう太Jr.を19,800円で投入するものの売れ行きは急激に落ち込んだ。1985年2月には生産を中止して撤退した。1984年5月時点で、国内向けと輸出用の合計で12万台が出荷された。
ゲーム機として見た場合、付属のコントローラーが操作しにくいという声が多かった。これは方向指定を行う部分が平たいディスクパッド状になっている縦長コントローラで、後にレバー式コントローラの発売予定もアナウンスされた。
1983年7月にはパソコン機能を省いた「ぴゅう太Jr.」の登場で価格が改善され、（パソコンではなく）家庭用テレビゲーム専用機の市場に参戦した。しかしこの時期はファミリーコンピュータ（ファミコン）をはじめとする数多くのカートリッジ式家庭用ゲーム専用機の新機種ラッシュと重なっており、本機もそのうちの1つとして次世代機競争に似た様相に巻き込まれる形で苦戦を強いられた。当時の月刊コロコロコミックでは同年3 - 7月に登場した6機種が特集されているが、その中で「ぴゅう太Jr.」はテレビ画面にユーザーが絵を描ける機能が特徴とされており、画面性能が高く評価されていた。また当時ファミコンが6本・SG-1000が8本しかタイトルが無かった1983年初秋頃の時点で既にぴゅう太Jr.対応ゲームタイトルは19本も揃っており、ゲームセンターと同じタイトルも存在するなど、ソフト面の充実も評価されていた。しかしコントローラの操作性の悪さなどで同誌による総合評価は伸び悩み、6機種中5位に終わっている。
鈴木みその『あんたっちゃぶる』においてメガドライブ発売後、スーパーファミコン発売直前に執筆された既存のゲーム機戦争を取り扱った回では、「16ビットのため考えは素晴らしかったが時間が掛かり過ぎた」ため、「売れ残ること山の如し」という取り上げられ方をした。

### G-BASIC

#### 特徴
日本語G-BASICはコマンドがカタカナ（カケ、マワレ、など）で記述される点が特徴であるが、構文自体は自然言語解析などをしていたわけではなく、一般的なBASICの予約語を「PRINT」から「カケ」のようにカタカナ語に置換しただけのものである。
G-BASICの「G」は「グラフィック」を意味し、文字通り画像処理を中心に意識してプログラミングできるよう工夫されている。
画面にCELL（セル）と称するピクセル画像を記録するためのブロックが存在し、CELLを入れ替えるなどしてキャラクターの動きをコントロールする手法がプログラミングの基本となるため、N88-BASICなど他のBASICとは処理の流れが大きく異なる。
また、性能面でも、予約語が少ない、マルチステートメントが使えない、フリーエリアが少ない等、当時の標準的なBASICよりも貧弱で扱いにくい部分があり、例えばジョイコントローラーの操作は取得できてもキーボードからの入力を受け付けるコマンド（INPUT命令など）がないなど、どちらかというとゲーム用のマクロ言語に近い実装になっている。その独特の記述方法から、互換性も低く同様の実装が普及することはなかった。ぴゅう太mk2では、予約語が英語になっており、他機種のBASICとの親和性は多少改善している。
マイコンBASICマガジンなどのプログラム投稿誌では、ユーザーの手によって、同機種用プログラムソースが掲載された。G-GRAPHICとG-BASICが連携する部分は、後年のファミリーベーシックの構造に類似しており、それと同様にG-GRAPHICで描かれるべき絵と、カタカナが並ぶプログラムリストの様子から、他の機種用として掲載されたプログラムとは紙面の趣が異なっていた。
後に標準的なANSI BASICの「BASIC1」がオプションで発売された。初代ぴゅう太用とmkII用があり、初代用は拡張スロット、mkII用はカートリッジスロットに接続して使用する。初代ぴゅう太はキーボード配列が変わるためオーバレイシートが付属する。

#### 主なステートメントとコマンド
- GOTO / ニイケ … 指定した行への移動
- GSUB / ヲヨベ … 指定した行をサブルーチンとして実行
- FOR - TO - STEP - NEXT / マワレ - カラ - カンカク - トジル … ループ実行
- PRINT / カケ … 画面に表示
- GRUN / ジツコウ … プログラム実行　※カタカナ小文字は実装されていない
- STOP / トマレ … 止める
- END / オワリ … 終了
- TONE NO1|NO2|NO3|NO4 / オト イチオン|ニオン|サンオン|シオン … 効果音発声
- IF - THEN / モシ - ナラバ … 判断
- LET / シキ … 変数に値を代入

他のBASICに見られないコマンドとして以下のものがある。使用する画像、アニメーションは別途作成しておく必要がある。
- _セル … 画面に表示されている背景の表示、入れ換えを行う
- _アニメ_n … 指定したアニメーション画像の表示、入れ換えを行う
- _キイ_n_ … 付属するジョイコントローラーの操作（コントローラーの倒された方向、ボタンが押されているか否か）を取得する

## ハードウェア

### 後継機
- ぴゅう太Jr. （TP2001、価格 19,800円）

キーボード、G-BASICを省きゲームとお絵かきに特化。テレビ画面に絵（CG）が描けるという機能を持つ。出力端子はRF出力になっている。

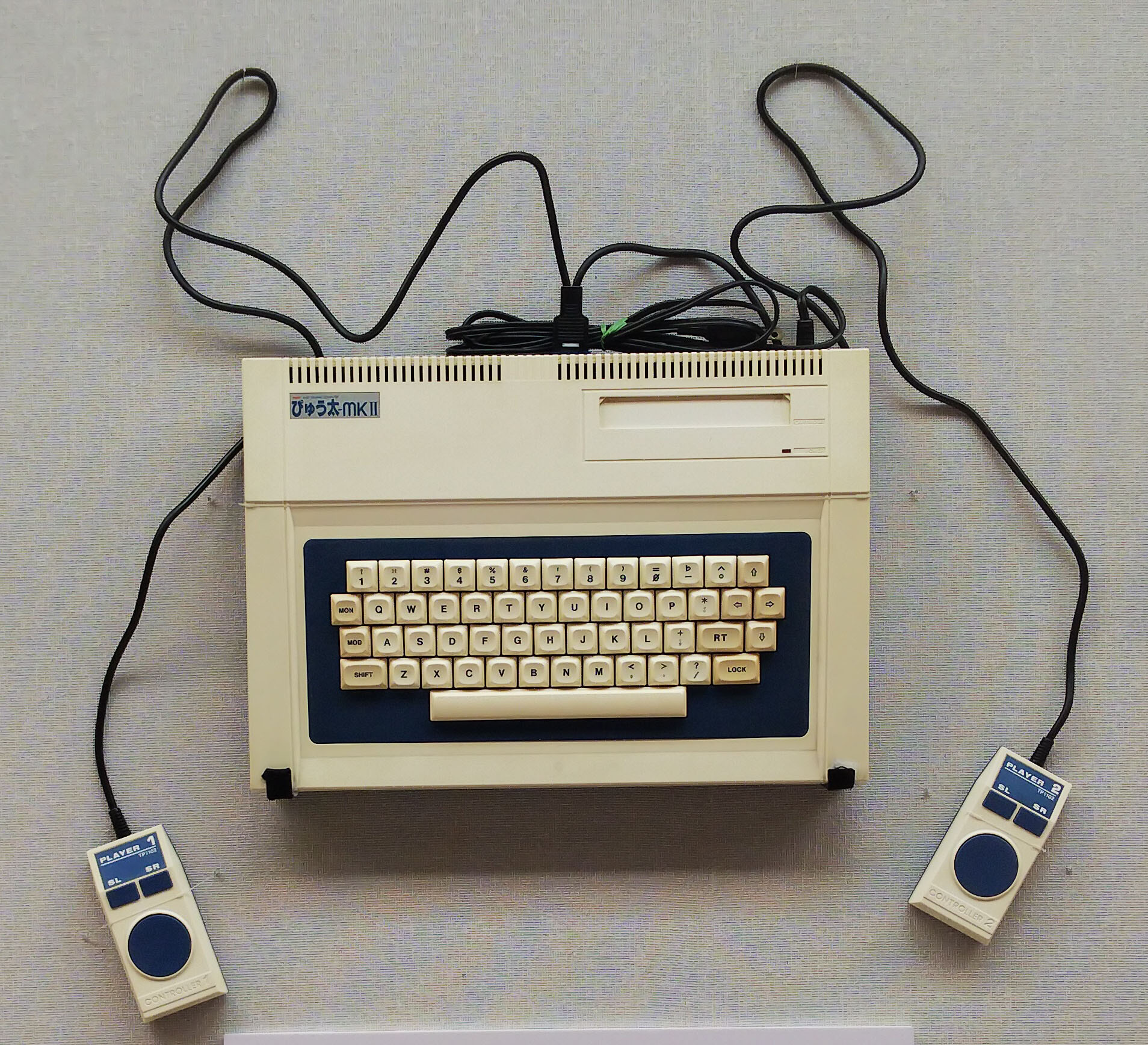
ぴゅう太 mk2

- ぴゅう太mk2 （TP1007、価格 29,800円） - 1984年7月10日発売[9]

英語記述のG-BASIC、プラスチック製のキーボードを搭載。出力端子はRF出力である。英小文字をサポートした代わりにカタカナがサポートされなくなり、カタカナを使用しているソフトは英小文字に文字化けする。

## 仕様
- CPU: TMS9995
- VDP: TMS9918
  - 解像度 256 × 192ドット
  - 表示能力: 16色、横8ドット中2色まで
  - スプライト 8 × 8 もしくは 16 × 16ドット、32枚、横方向の同時表示可能数は4枚、単色
  - ハードウェアスクロール機能なし
- メモリ: ROM 内蔵20Kバイト RAM CPU内蔵256バイト/TMS9918用16Kバイト
- キーボード: JIS規格準拠 56キー
- サウンド: 擬音4種類/3和音
- 重量: 1.7kg
- メディア: カートリッジ型
- データレコーダ（コンパクトカセット） - インターフェースは標準搭載。デッキはオプション。

## 周辺機器

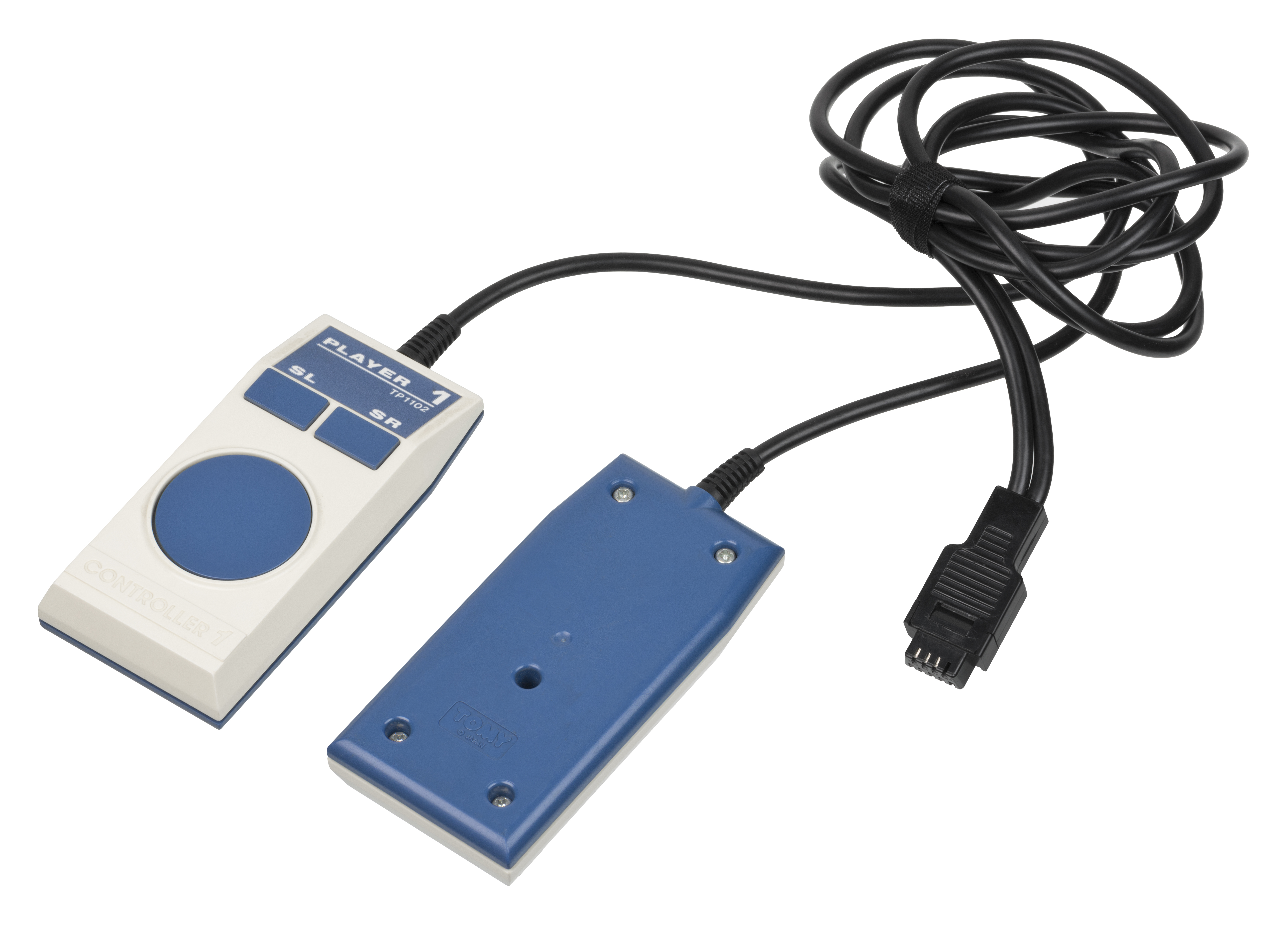
コントローラ

## ソフトウェア

### ROM
●の付いているソフトを初代ぴゅう太で動かす場合は、別売のゲームアダプターが必要。
| №  |   | タイトル                           | 備考                                                                           |
| -- | - | ---------------------------------- | ------------------------------------------------------------------------------ |
| 1  |   | ボンブマン                         | 爆弾魔の投擲する爆弾を消火する                                                 |
| 2  |   | モンスターイン                     | ロードランナータイプのゲーム（敵を掘った穴にすべて埋めるとステージクリア）     |
| 3  |   | ザウルスランド                     | もぐらたたきゲームの亜流、プレイヤーは原始人になってマンモスや恐竜を叩きまくる |
| 4  |   | ターピン                           | 子亀をゴールまで導くゲーム                                                     |
| 5  |   | フロッガー                         |                                                                                |
| 6  |   | スクランブル                       |                                                                                |
| 7  |   | ナイトフライト                     | 陣取りゲーム                                                                   |
| 8  |   | マリンアドベンチャー               | 深海魚を撃って海底都市にたどり着くシューティングゲーム                         |
| 9  |   | ミッションアタック                 | バイクに乗って擬似3Dシューティング                                             |
| 10 |   | トラフィックジャム                 | 道路を塗りつぶすいわばドットイートアクション                                   |
| 11 |   | ミステリーゴールド                 | ディグダグタイプのゲーム                                                       |
| 12 |   | ドンパン                           | 風船を割るゲーム                                                               |
| 13 |   | ミッキーマウスのアスレチックランド | 横スクロールアクションゲーム                                                   |
| 14 |   | プーヤン                           |                                                                                |
| 15 |   | ジャングラー                       |                                                                                |
| 16 |   | ガッタンゴットン                   |                                                                                |
| 17 |   | メイズパトロール                   | 迷路ゲーム                                                                     |
| 18 |   | トロン                             | トロン (映画)のゲーム化                                                        |
| 19 |   | Mr. Do!                            |                                                                                |
| 20 |   | バミューダトライアングル           | 潜水艦シューティング                                                           |
| 21 |   | 四人麻雀                           |                                                                                |
| 22 |   | トリプルコマンド                   | ステージ毎に戦艦、戦車、戦闘機と自機が変化するシューティングゲーム。           |
| 23 |   | スーパーバイク                     | 横スクロールアクションゲーム                                                   |
| 24 | ● | レスキューコプター                 | 救難ヘリでいろいろな救助活動を擬似3Dシミュレート                               |
| 25 | ● | ベースボール                       |                                                                                |
| 26 | ● | バトルファイター                   | 低空、中空、高空概念のある縦スクロールシューティング                           |

ザウルスランド、ナイトフライト、ドンパンはMSXパソコンに移植され、1984年にカセットテープでリリースされた。

### デモカートリッジ
- DEMONSTRATION カラーグラフィック demo2
- DEMONSTRATION G-BASIC demo3
- DEMONSTRATION カートリッジ

### 未発売
- ガジゴジ
- ジャック・イン・ザ・ボックス

### TAPE
- K-1 算数教室/数の学校
- K-2 ラクガキボード/ファッションプレート
- K-3 一發逆転魚雷戦/UFOアタック
- 黒ヒゲ危機一髪
- スロットマシン
- 富士山と新幹線
- ムーンランディング
- ネズミのチーズとりゲーム

## その他
- TBS系列で放送されていたクイズ番組の『スーパーダイスQ』では、学校休暇期間中に開催された中学生大会で、出場者が選択できる賞品のなかにぴゅう太が入っており、特に男子に人気の賞品となった。